# Fraates I Camsaracano
Fraates I Camsaracano (em latim: Phraātēs; em grego: Φραάτης; romaniz.: Phraátēs; em armênio: Հրահատ; romaniz.: Hrahat) foi um nobre armênio (nacarar) do século V, membro da família Camsaracano.

## Nome
Fraates (Φραάτης, Phraátēs; Phraātēs), Afraates (Aφραάτης, Aphraátēs; Aphraātēs) ou Fraoates (Φραõάτης, Phraoátēs) são as formas grega e latinas do parta Fraate (𐭐𐭓𐭇𐭕, Frahāt), que derivou do iraniano antigo Fraata (*Frahāta-), "adquirido". Foi registrado em siríaco como Afraate (em siríaco: ܐܦܪܗܛ, Ap̄rahaṭ), armênio como Raate (Հրահատ, Hrahat) e em persa novo como Afraate (فرهاد, Afrahāt) e Farade (فرهاد, Farhād).

## Vida

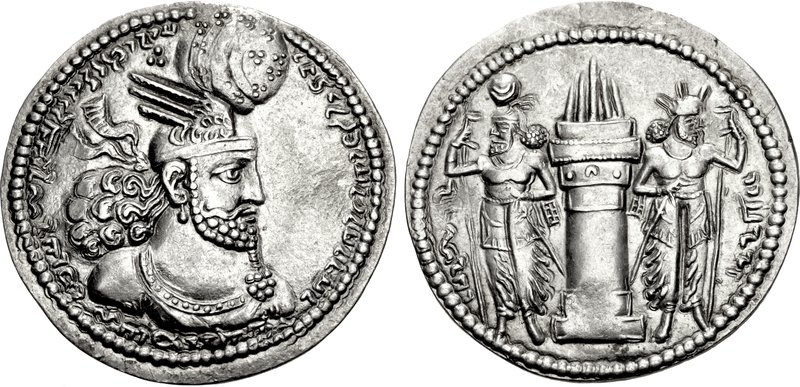
Dracma de

Fraates era filho de Gazavão I. Após o exílio de seu pai em 392, foi levado da fortaleza de Anixeli e exilado para além do Sacastão. O recém-restaurado Cosroes IV solicitou seu retorno, mas faleceu antes de seu pedido ser atendido. O católico Isaque I, o Parta enviou carta ao xainxá Vararanes II (r. 420–438) solicitando que restaurasse os domínios de Gazavão II, filho de Fraates.